# 山西大学堂西学专斋教职员题名碑
山西大学堂西学专斋教职员题名碑是清末时期记录山西大学堂教职员名字的石碑。

## 历史
该题名碑位于山西大学堂侯家巷旧址工科大楼门厅东墙上，1911年（宣统三年）7月落成。当时山西大学堂经过近十年的中学专斋与西学专斋并行办学后，决定将中西两斋合并。为了纪念中外教师对于西学专斋的贡献，由山西省咨议局副议长、山西省商会会长刘笃敬题写此碑。
该纪念碑在二十世纪五十年代被水泥抹平。1990年山西大学在整理其所收藏的档案时，发现了该碑的拓片。
1997年，占用山西大学堂侯家巷原校址的太原师范学院在整修工科大楼时，将该碑恢复原状，并用玻璃罩加以保护。